# 小野警察署 (兵庫県)
小野警察署（おのけいさつしょ）は、兵庫県小野市にあり、兵庫県警察本部東播方面に属する警察署である。小野市を管轄する。署長の階級は警視。

## 管轄区域
- 小野市[4]

## 所在地
- 小野市中島町535-1[4]

## 沿革
- 2010年1月30日 - 社警察署管内のうち、都市化の進む小野市に小野警察署の設置を検討。
- 2015年11月2日 - 社警察署から小野市域を分轄し開庁[5]。

## 交番
- 小野駅前交番（小野市神明町235-10）[2]
- 市場交番（小野市市場町816）[2]

## 駐在所
- 河合駐在所（小野市新部町1770-1）[2]
- 粟生駐在所（小野市粟生町2952）[2]
- 下来住駐在所（小野市下来住町1179-6）[2]
- 小田駐在所（小野市小田町438-8）[2]
- 菅田駐在所（小野市菅田町216-1）[2]